# 高倉正義
高倉 正善（たかくら まさよし、1998年8月23日 - ）は、日本の自転車競技（ロードレース）元選手。大阪府岸和田市出身。近畿大学卒業。現在は自身が立ち上げたMAS X SAURUS のチームに所属している。
チーム活動の傍ら2021年11月より「まさ/高倉正善」の名前で自転車系YouTuberとして活動を開始。ショート動画を中心に多くの人気を集め、公式大会の解説や多数のイベントにゲストとして招かれるなど、活躍の場を広げた。参加した大会の模様やイベントの情報を積極的に発信し続け、自転車競技の認知度向上に大いに貢献している。
2025年7月、まさ/高倉正善は過労に伴う心理的要因から活動休止を発表。現在YouTubeチャンネルは、編集などを担当し自身も自転車競技の道を歩み始めた「イモティー」こと妹の高倉美穂。カメラマンを担当しまさの元チームメイトでもある「実業団ニキ」こと細井 秀一（Team UKYO Reve）の二人により運営されている。